# Costel Băloiu
Costel Băloiu (n. 17 mai 1959, București) este un fost actor român de film. A jucat în rolurile principale din serialul Pistruiatul și din filmul Roșcovanul, pentru care este și cunoscut, precum și în câteva roluri secundare din filmele Nemuritorii, Pentru patrie, Melodii, melodii, Noi, cei din linia întâi și Garda personală. Pentru rolul din „Pistruiatul” a câștigat 100.000 lei.
În prezent, Costel Băloiu este șofer profesionist.

## Filmografie
- Pistruiatul (1973) - Mihai Pleșa, poreclit „Pistruiatul”
- Nemuritorii (1974) - Mihăiță, băiatul lui Mohor
- Roșcovanul (1976) - Mihai Secoșan, poreclit „Roșcovanul”
- Pentru patrie (1978) - fratele lui Peneș
- Melodii, melodii (1978) - țăranul oltean Sucă
- Totul pentru fotbal (1978)
- Noi, cei din linia întâi (1986) - soldatul Firu[2]
- Liceenii în alertă (1993) - șofer taxi